# Lampropholis mirabilis
Espèce
Lampropholis mirabilis est une espèce de sauriens de la famille des Scincidae.

## Répartition
Cette espèce est endémique du Queensland en Australie.

## Publication originale
- Ingram & Rawlinson, 1981 : Five new species of skinks (genus Lampropholis) from Queensland and New South Wales. Memoirs of the Queensland Museum, vol. 20, no 2, p. 311-317.